# Guambius curtior
Guambius curtior är en mångfotingart som beskrevs av Chamberlin 1917. Guambius curtior ingår i släktet Guambius och familjen stenkrypare. Inga underarter finns listade i Catalogue of Life.